# Federico Crivelli
Federico Javier Crivelli (Adrogué, 28 gennaio 1982) è un ex calciatore argentino, di ruolo portiere.

## Carriera
Ha giocato per dodici stagioni con la maglia del Temperley, la squadra dove è cresciuto.